# Euploea superba
Euploea superba är en fjärilsart som beskrevs av Van Vollenhoven 1866. Euploea superba ingår i släktet Euploea och familjen praktfjärilar. Inga underarter finns listade i Catalogue of Life.